# Haijbyaffären

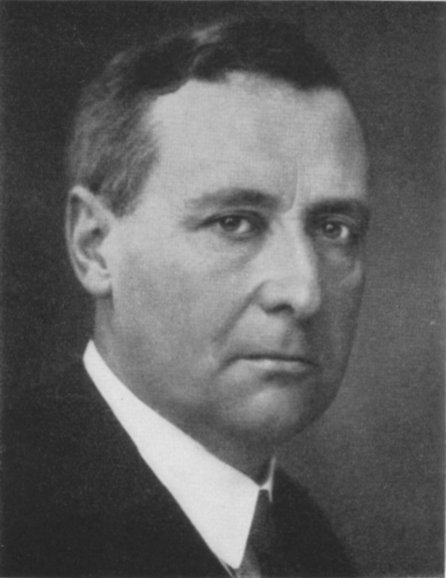
Överståthållare Torsten Nothin påstods vara den som initierade rättsliga övergrepp mot restaurangägaren Kurt Haijby.

Haijbyaffären var en uppmärksammad svensk rättsaffär i början av 1950-talet, den andra av de så kallade rättsröteaffärerna. Affären kretsade kring påstådda rättsövergrepp, initierade av överståthållare Torsten Nothin, till följd av rättsliga åtgärder som skett i anslutning till en påstådd tidigare homosexuell relation mellan den då avlidne kung Gustaf V och restaurangägaren Kurt Haijby. 
Anklagelserna mot Kurt Haijby resulterade i en fällande dom för utpressning i Svea hovrätt den 14 mars 1953. I debatten som följde framträdde särskilt författaren Vilhelm Moberg som frän samhällskritiker och menade att just detta faktum, att Haijby dömdes, var så kallad "rättsröta". I den allmänna debatten ifrågasattes det försvarliga i de åtgärder, som myndigheterna vidtagit för att förmå Haijby att inte offentliggöra sin berättelse.

## Affärens förhistoria

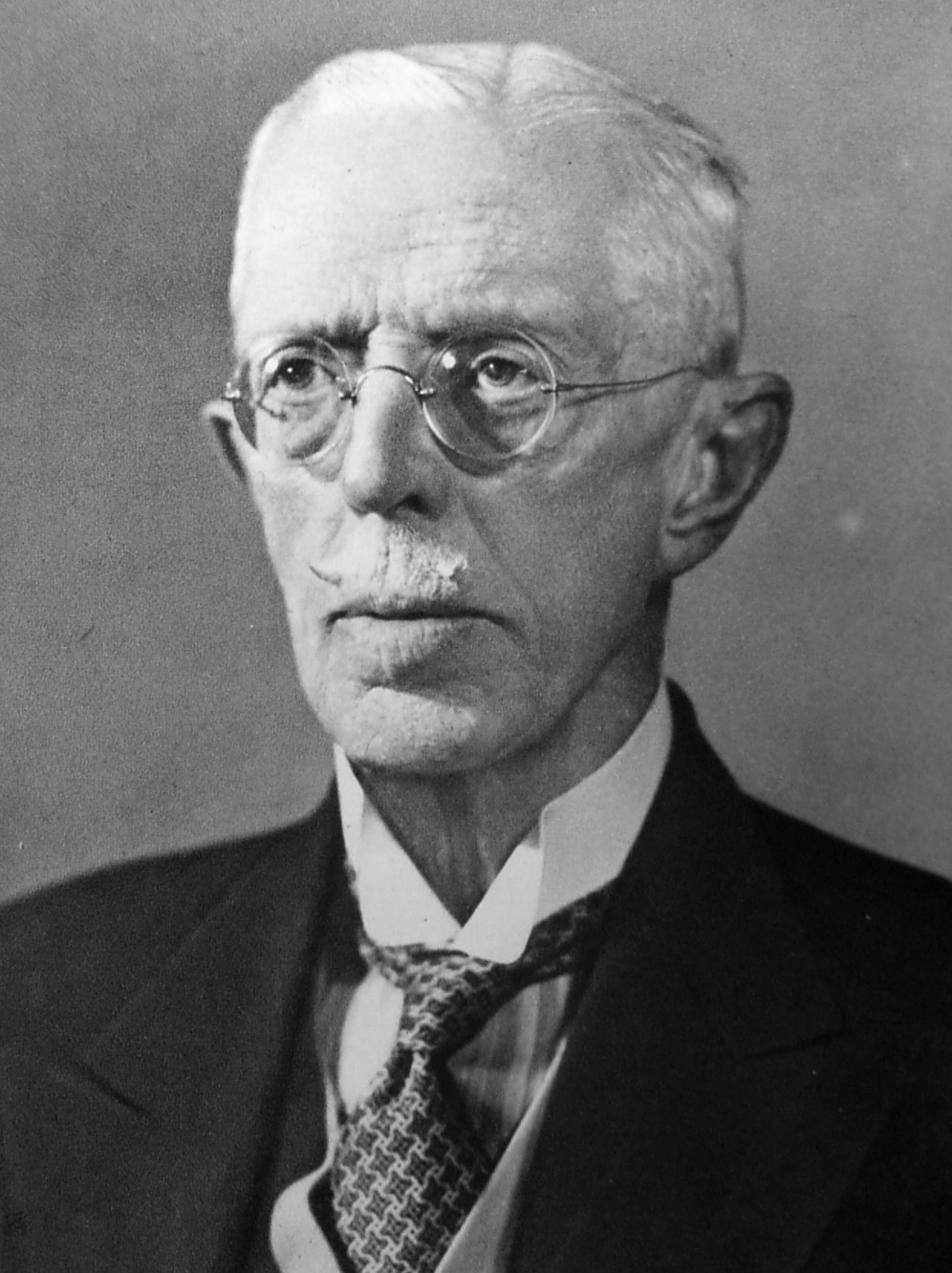
Gustaf V under 1940-talet.

Kurt Haijby och hans hustru drev restaurang Lido på Kungsgatan 15 i Stockholm. Då Haijby hade ett kriminellt förflutet hade han svårigheter med att få utskänkningstillstånd. För att få hjälp till detta sökte han audiens hos den då 74-årige Gustaf V. Den 28 november 1933 blev Haijby och ett femtiotal andra personer mottagna av kungen. Enligt Haijbys egen berättelse inleddes därefter ett sexuellt förhållande mellan honom själv och kungen som skulle ha varat något år. Han menade även, att Gustav V redan våren 1912 gjort sexuella närmanden mot honom, när han sålt majblommor på slottet.
Haijby hade angående sin önskan om vinrättigheter även sökt överståthållaren Torsten Nothin, som strax därefter genom en vakthavande kammarherre fick beskedet, att kungen önskade, att tillståndet skulle beviljas. Nothin antog, att det rörde sig om utpressning, eftersom Haijby på grund av sin brottsbelastning inte kunde komma ifråga för vinrättigheter. Han tog därför kontakt med hovet, vilket medgav att penningutbetalningar till Haijby hade skett.
År 1934 gick såväl restaurangföretaget Lido som makarna Haijby i konkurs. I april 1936 avsåg Anna Haijby, att lämna in en skilsmässoansökan med motiveringen, att maken varit otrogen med kung Gustaf V. Skilsmässohandlingar var offentliga handlingar, vilket gjorde att detta skulle kunna bli uppmärksammat publikt. På initiativ av riksmarskalken och mot en ersättning av 15 000 kr fick man henne, att ändra motiveringen till det mer neutrala "lång och varaktig söndring". Hovets advokat Conrad Quensel fick i uppdrag, att förmå Kurt Haijby att emigrera, och skulle betala honom ett lägre belopp än det som var avsett för Anna Haijby. Paret Haijby fortsatte emellertid, att pressa hovet på pengar och sammanlagt utbetalades till makarna under denna tid 34 465 kr. Paret fortsatte att leva tillsammans till och från ända fram till Anna Haijbys död 1964.
Då homosexuella handlingar mellan vuxna var kriminaliserade kunde Haijby bli dömd för otukt om han erkände eller offentligt gick ut med sina påståenden. Gustaf V hade rättslig immunitet, men en skandal skulle ha skadat monarkins och kungahusets anseende. I kretsen kring hovet florerade dock rykten och påståenden att Gustaf V hade homosexuella böjelser och hade gjort närmanden mot manlig personal.

## Emigration och mentalvård

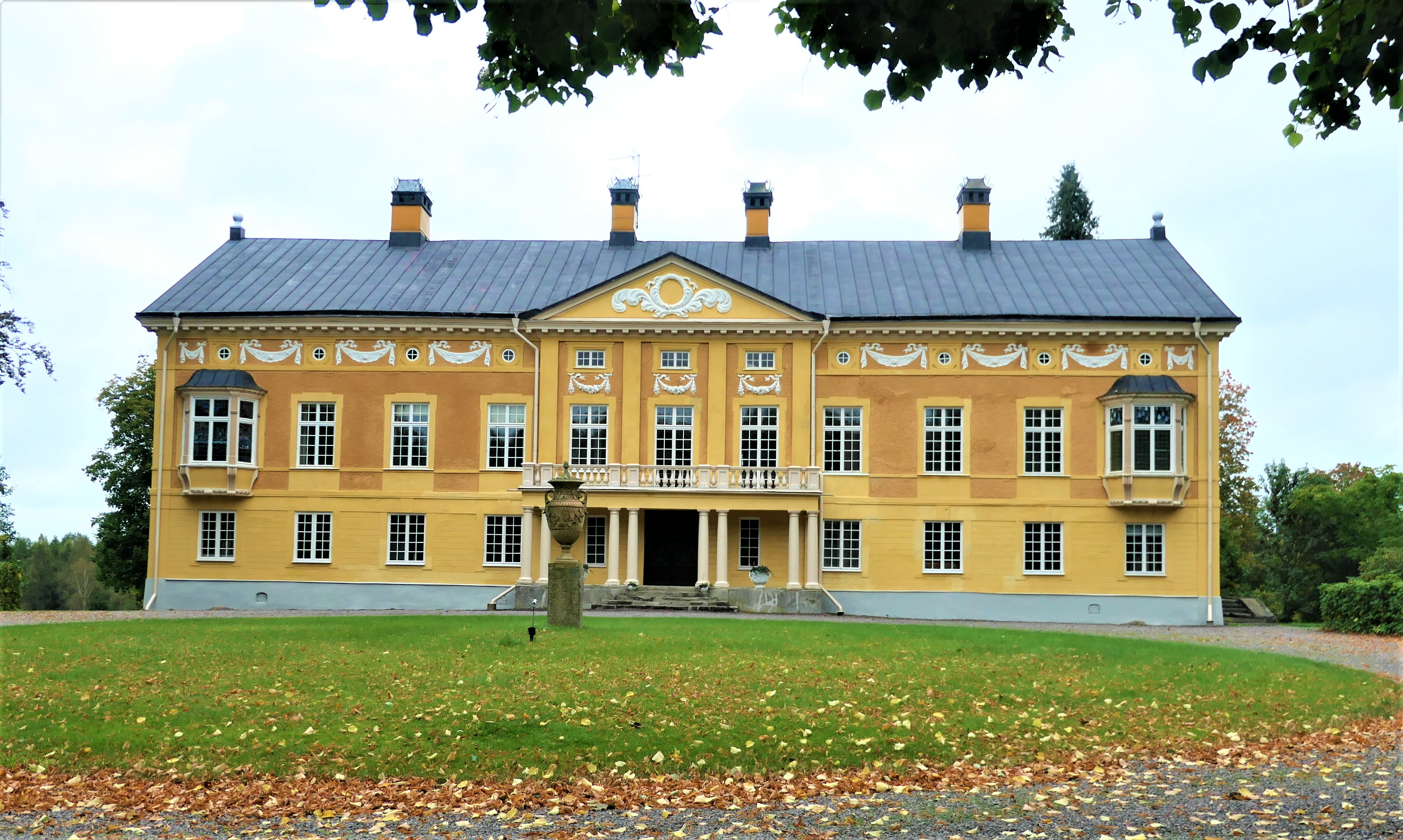
Trystorps herrgård, Kurt Haijbys pensionat under några år på 1930-talet.

Kurt Haijby fick 1 500 kr för att emigrera till USA och dessutom skulle 3 000 utbetalas i New York. Haijby återvände dock inom några månader till Sverige och hustrun. Han hävdade att han blivit lurad av de svenska myndigheterna och inte fått några pengar – på grund av sin brottsbelastning torde han inte haft möjlighet att på laglig väg ta sig in i USA. Efter hemkomsten hävdade han att han var ställd på bar backe men hösten 1937 lyckades makarna med hovets pengar återköpa Lido. Efter överläggningar inom hovet, och inhämtande av konungens åsikt, kom olika former av hjälp att ges Haijby. Bland annat inköptes en kaffehandel åt honom och slutligen fick han med hovadvokatens hjälp hyra Trystorps slott i Närke där han skulle bedriva pensionatsrörelse. För inredning och möblering av slottets 24 rum fick han av hovet 30 000 kr. 
I september 1938 inleddes en undersökning mot Haijby beträffande misstanke om sexuell otukt mot minderåriga på Särö. Under förhören antydde Haijby att han hade en affär med Gustaf V. Misstankarna gällde två gossar, 11 och 13 år gamla, av vilka den äldre med föräldrarnas tillåtelse delat hotellrum med Haijby en vecka på Särö och några månader senare rymt hemifrån i avsikt att per cykel ta sig från Göteborg till Kurt Haijby i Stockholm. Enligt Henning Sjöström, som senare var Haijbys försvarare, fanns det inte någon laglig befogenhet för detta gripande då bevisningen i september visat sig bristfällig. Båda pojkarna hade dock tidigare vittnat om övergreppen.
Då ingrep överståthållare Torsten Nothin, som informerade justitieministern Karl Gustaf Westman, vilken i sin tur kontaktade polismästare Ernst Fontell i Göteborg. I december blev Haijby anhållen i Stockholm, förd till Göteborg för förhör och följande dag återförd till Stockholm. Här fördes han till Beckomberga mentalsjukhus i Bromma för observation, något som vid tiden var rekommenderat av Medicinalstyrelsen vid homosexuell otukt mot minderåriga. Den ansvarige överläkaren, Harald Rabe, kunde snart utesluta sinnessjukdom och den 21 december 1938 skrevs Kurt Haijby ut som "frisk" enligt patientsedeln.
Hovet hade vid det här laget betalat ut minst 100 000 kr till Haijby. Inför utskrivningen från Beckomberga sjukhus torde Haijbys val ha stått mellan åtal och emigration. Haijby övertalades att, mot ett månatligt underhåll om 425 kronor, utvandra till Tyskland efter att ha skrivit under en överenskommelse om att hålla inne med fortsatta anklagelser mot kungen. Stockholms polischef bidrog med hjälp av personliga kontakter i Tyskland till att möjliggöra hans inresa. En tid senare greps han där, anklagad för två nya fall av otukt med minderåriga pojkar och så småningom dömd för detta.
Efter avtjänat straff förblev Haijby i Gestapos förvar på grund av en ytterligare utredning om falsk angivelse. Polismästare Ernst Fontell i Göteborg, hade tillfrågats av Gestapo om den svenska polisen hade något intresse av att Haijby hölls i koncentrationsläger i Tyskland och att myndigheterna där i så fall gärna skulle stå till tjänst. Förfrågan från Gestapo var dock en rutinförfrågan, eftersom "skyddshäkte" i koncentrationsläger av sexualförbrytare var obligatorisk enligt gällande tysk strafflag. I februari 1940 utvisades Haijby till Sverige och återvände till hustrun och skötseln av Lido.

## Haijby talar ut

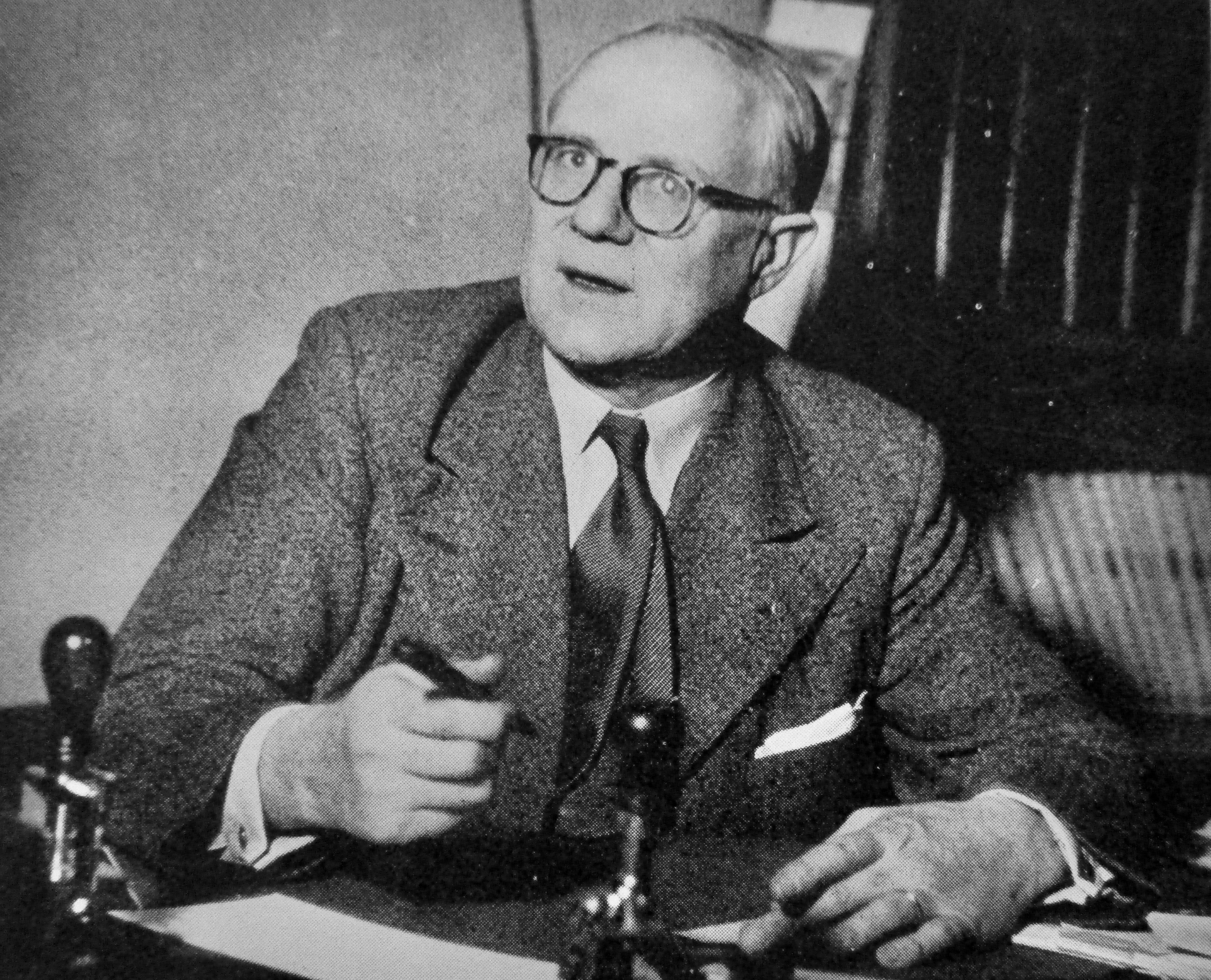
Alvar Zetterquist var chef för kriminalpolisen i Stockholm från 1930 till 1955. Han hade en central och avgörande roll i affären.

Vid återkomsten till Sverige tog Haijby kontakt med en på grund av beredskapsförhållandet telefonövervakad skandalskrivare – Gustaf Ericsson – i avsikt att ge ut en nyckelroman om hela historien. Det månatliga biståndet från hovet hade upphört vid hans återkomst till landet. Torsten Nothin uppdrog åt Alvar Zetterquist, chef för kriminalpolisen i Stockholm, att övertala Haijby att bli frivilligt inlagd på Beckomberga sjukhus efter egen ansökan. Detta skedde också under en period mars-maj 1941, för att Kurt Haijby skulle få vård för sina nerver, eftersom han var deprimerad och behövde lugn och ro. Zetterquist uppger att Haijby mest var permitterad från sjukhuset för att kunna deltaga i den dagliga skötseln av restaurang Lido, som stod i Anna Haijbys namn.
I början av 1945, då Haijby återigen formellt stod i ledningen för restaurangen, informerades han på Nothins initiativ om att restaurangens utskänkningstillstånd inte skulle kunna förnyas. Anledningen angavs vara de grova brott han dömts för över 20 år tidigare. Detta ledde till en akut försämring av Haijbys psykiska hälsa. Han togs in på Södersjukhuset under diagnosen depression.
Under 1946 betalades ytterligare 15 000 kr ut till Haijby mot löfte om att ingen bok skulle tryckas. Trots detta offentliggjorde Haijby sina anklagelser om rättsövergrepp mot honom i den på eget förlag utgivna nyckelromanen Patrik Kajson går igen. Boken lämnade tryckeriet den 5 december 1947. Upplagan var på 1 000 exemplar. Under december träffades Zetterquist och riksmarskalk Ekeberg hos justitieminister Zetterberg, varvid Zetterberg informerade regeringen. Ingen önskade en tryckfrihetsrättegång. Senare inköpte polischefen större delen av upplagan av Haijby och lagrade den i polishuset. Inköpet bekostades till hälften med en del av hovförvaltningens tidigare utställda medel, som Kurt Haijby lämnat i Zetterquists förvar, dels i hemlighet av Anna Haijby, som oroade sig för Kurt Haijbys psykiska hälsa. Hon bidrog också med kontanter för att ge Kurt Haijby intrycket att utbetalningarna från hovet fortsatt efter bokutgivningen.
Med tiden blev Haijby intresserad av att återta köpet, eftersom han ville sprida boken i vidare kretsar. Efter kontakt med Zetterqvist återköptes böckerna under 1951, när historien redan hade blivit känd för allmänheten. Återigen var det en utbetalning från Anna Haijby som gjorde affären möjlig. Haijby gav ut ytterligare en upplaga 1952. En nyutgåva utkom 1979.

## JK-undersökning, rättegång och presstorm

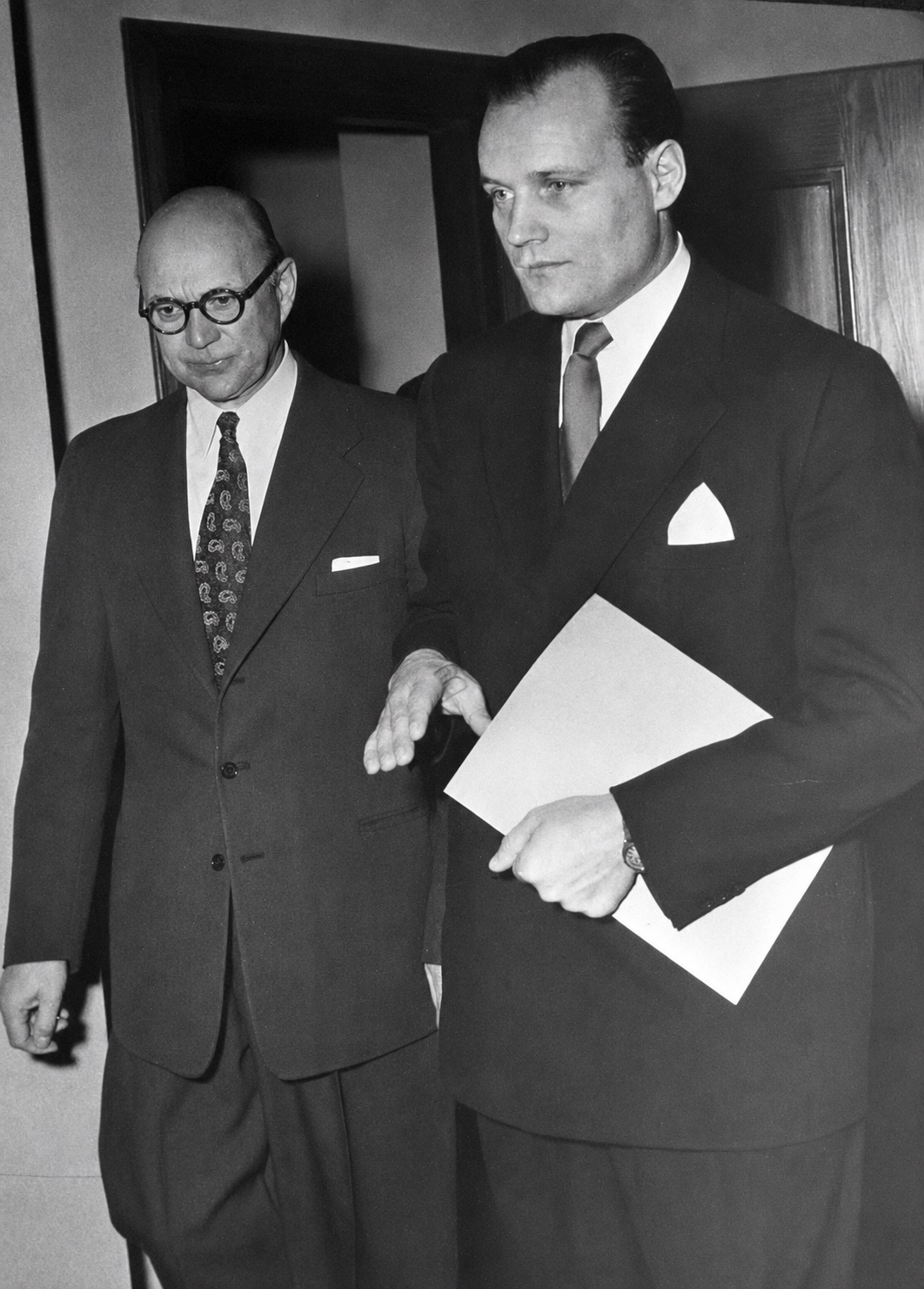
Kurt Haijby (t.v.) med sitt ombud, advokat Henning Sjöström, på väg till rättegången.

Kurt Haijby skrev efter kung Gustaf V:s död i oktober 1950 ett stort antal brev till flera olika myndigheter om de rättsövergrepp, som han hävdade att han utsatts för. Justitiekanslern (JK) Olof Alsén fick en begäran av regeringen den 28 september 1951 att utföra en utredning "för att få upplysning om det fanns något fog för Haijbys påståenden att olika ämbetsmän skulle ha gjort sig skyldiga till mycket allvarliga tjänstefel". I maj 1952 var JK-utredningen klar. Den visade, att Haijbys anklagelser i stort saknade grund, men det framgick också klart att hovet betalat ut stora summor och vidtagit andra åtgärder i det uppbara syftet att tysta honom. JK:s utredning med undantag av slutresultatet hemligstämplades i 50 år till år 2002.
Justitiekanslern kunde alltså inte se några övergrepp av någon ämbetsman, men menade att det fanns bevis för att Haijby utpressat hovet. JK överlämnade därför sin utredning till Riksåklagaren, som i sin tur lät utföra ytterligare en utredning. Denna ledde till åtal av Kurt Haijby, och bakom stängda dörrar vid Stockholms rådhusrätt dömdes han den 22 december 1952 till åtta års straffarbete för grov utpressning. Dom kunde avkunnas huvudsakligen på grund av ett vittnesmål av Alvar Zetterquist. Straffet sänktes 1953 av Svea hovrätt till sex års straffarbete.
Vid rättegången i rådhusrätten genomfördes en sinnesundersökning av Kurt Haijby av professor Gösta Rylander. I sitt utlåtande i november 1952 skriver Rylander, att Haijby har utfört sina handlingar under inflytande av psykisk abnormitet, som dock inte var så grov att han kunde ses som sinnessjuk och att han inte var i behov av någon vård på sinnessjukhus. 
Haijby släpptes från fängelset 1956 av hälsoskäl, efter flera avslagna nådeansökningar. Han begick självmord i augusti 1965, ett år efter Anna Haijbys död.
År 1952 blev Haijbyaffären en av årets stora händelser och i ett par ledare i Dagens Nyheter argumenterade Herbert Tingsten för att det som skett var upprörande och krävde ett offentligt klargörande av vad som hänt. 
I tidvis mycket fräna debatter i press och riksdag talades det om "rättsröta", och vissa högre ämbetsmäns agerande i samband med affären kritiserades. Särskilt Vilhelm Moberg var aktiv med att kritisera både det svenska rättssamhället och monarkin som institution.

## Riktigheten i Haijbys anklagelser
Det är omstritt hur stor sanning som låg bakom Haijbys anklagelser. Haijby själv och hans advokat Henning Sjöström argumenterade konsekvent för att historien var sann, att Haijby utsatts för rättsövergrepp och att ett förhållande existerat under vissa av Haijby angivna perioder på 1930-talet. Vilhelm Moberg anslöt sig till Haijbys syn och ansåg att detta var en del av den allmänna rättsrötan i samhället. Det framgår också av JK:s utredning att det förekommit liknande utbetalningar från hovet till andra personer "för nådigt känt ändamål". Många förefaller också inledningsmässigt ha haft viss tilltro till dessa anklagelser, däribland statsministern Erlander. Andra förhöll sig mera skeptiska, som exempelvis finansministern Ernst Wigforss: "Kungen? Så vital vid hans ålder? Beundransvärt!", dock bedömde Erlander och de övriga, att allt förmodligen bara en bluff
Senare har Stig Hadenius i sin Gustaf V-biografi 2005 anmärkt att Haijbys påståenden om en homosexuell relation förblivit obevisade, och att de av honom angivna tidpunkterna inte kan stämma. Han hänvisar till Göran Söderströms ståndpunkt att någonting av homosexuell karaktär inträffat mellan de två som fått kungen och hovet att på alla sätt försöka dölja det, men att det kraftigt överdrivits av Haijby.
Maths Heuman med flera menar att makarna Haijby tillsammans försökte pressa hovet på pengar, inledningsvis genom att i ett brev lögnaktigt antyda att kungen skulle ha gjort en sexuell invit till Haijby i samband med en audiens rörande ett utskänkningsärende. Något sexuellt förhållande ska inte ha funnits mellan männen, menar dessa. Istället var det pur rädsla att anklagelsen skulle komma ut som ledde till att pengar betalades ut till makarna Haijby, och att kungen redan då yttrat att "det får inte bli någon skandal, men gör det så billigt som möjligt". De menar också att skilsmässan med Anna Haijby enbart genomfördes för att kunna genomföra utpressningen när hennes skilsmässoskäl, makens otrohet med kungen, skulle krävas tillbaka. Haijby hävdade själv, även i rättegångsförhör, att han aldrig haft några homosexuella böjelser och att anklagelserna om förbindelserna med de unga pojkarna på Särö och i Tyskland inte var sexuella.
Av statsminister Erlanders efter femtio år publicerade dagböcker framgår att regeringens medlemmar förvånades över att JK i sin utredning frikände Torsten Nothin.  Han återger också en berättelse från kungens mångårige kammartjänare om utpressning från flera av kungens chaufförer efter sexuella närmanden och om kungens sexuella inviter mot honom själv. Trots åtgärderna mot Haijby skulle JK Alsén, i samtal med Erlander, ha angett ryktena om hans relation med kungen som "sanna".

## Skildringar av Haijbyaffären inom kulturen
Förutom Kurt Haijbys egen bok, Patrik Kajson går igen (1947), som inte blev allmän förrän på 1970-talet, och Vilhelm Mobergs engagemang, så har andra böcker och dramatiseringar tagits fram. Henning Sjöström gav ut boken Dramat om Haijby: en vit bok i Haijbyaffären år 1954, och riksåklagaren Maths Heumans arbete att dokumentera rättsaffärerna till Riksarkivet ledde till boken Rättsaffärerna Kejne och Haijby kom ut 1978.
Affären avhandlas också i texter av Göran Söderström och Greger Eman, som gavs ut i samlingen Sympatiens hemlighetsfulla makt från 1999, där de kommer fram till att Haijby inte drabbats av en rättsskandal utan själv hade utpressat och försatt sig i besvärande situationer själv eller att de hanterades enligt dåtidens rättspraxis.
År 2008 publicerade advokaterna Lena Ebervall och Per E. Samuelson romanen Ers Majestäts olycklige Kurt, som enligt författarna byggde på egna källforskningar, utöver den facklitteratur som redan skrivits i ämnet. Bland annat hade Tage Erlanders dagboksanteckningar utgivits efter Söderströms och Emans arbete. Romanen ansluter sig i sina huvuddrag till Haijbys, Mobergs och Sjöströms linje. Av olika intervjuer och tidningsartiklar[källa behövs] framgår att Ebervall och Samuelson ser utgivandet av förre riksåklagaren Heumans bok 1978 om Kejne- och Haijby-affärerna som ett lyckat försök, i ett läge när socialdemokraterna efter över 40 års regeringsinnehav avlösts av en borgerlig regering, som inte i eget intresse skulle vilja bibehålla hemligstämplarna, att ändå avleda allmänhetens intresse ytterligare några decennier från rättsövergrepp, för vilket socialdemokraterna kunnat få bära ett politiskt ansvar.
Haijbyaffären skildras i den svenska TV-serien En kunglig affär (2021), där Haijby spelas av Sverrir Gudnason och Gustaf V av Staffan Göthe. Liksom boken Ers Majestäts olycklige Kurt utgår den från att Gustaf V och Haijby hade en affär och skildrar deras möten både enskilt och på privata tillställningar.